# Municipio de Green (condado de Hocking)
El municipio de Green (en inglés: Green Township) es un municipio ubicado en el condado de Hocking en el estado estadounidense de Ohio. En el año 2010 tenía una población de 3261 habitantes y una densidad poblacional de 33,86 personas por km².

## Geografía
El municipio de Green se encuentra ubicado en las coordenadas 39°30′33″N 82°20′8″O / 39.50917, -82.33556. Según la Oficina del Censo de los Estados Unidos, el municipio tiene una superficie total de 96.3 km², de la cual 95,5 km² corresponden a tierra firme y (0,83 %) 0,8 km² es agua.

## Demografía
Según el censo de 2010, había 3261 personas residiendo en el municipio de Green. La densidad de población era de 33,86 hab./km². De los 3261 habitantes, el municipio de Green estaba compuesto por el 97,76 % blancos, el 0,43 % eran afroamericanos, el 0,12 % eran amerindios, el 0,06 % eran asiáticos, el 0,25 % eran de otras razas y el 1,38 % eran de una mezcla de razas. Del total de la población el 0,67 % eran hispanos o latinos de cualquier raza.